# タイゲトス山脈

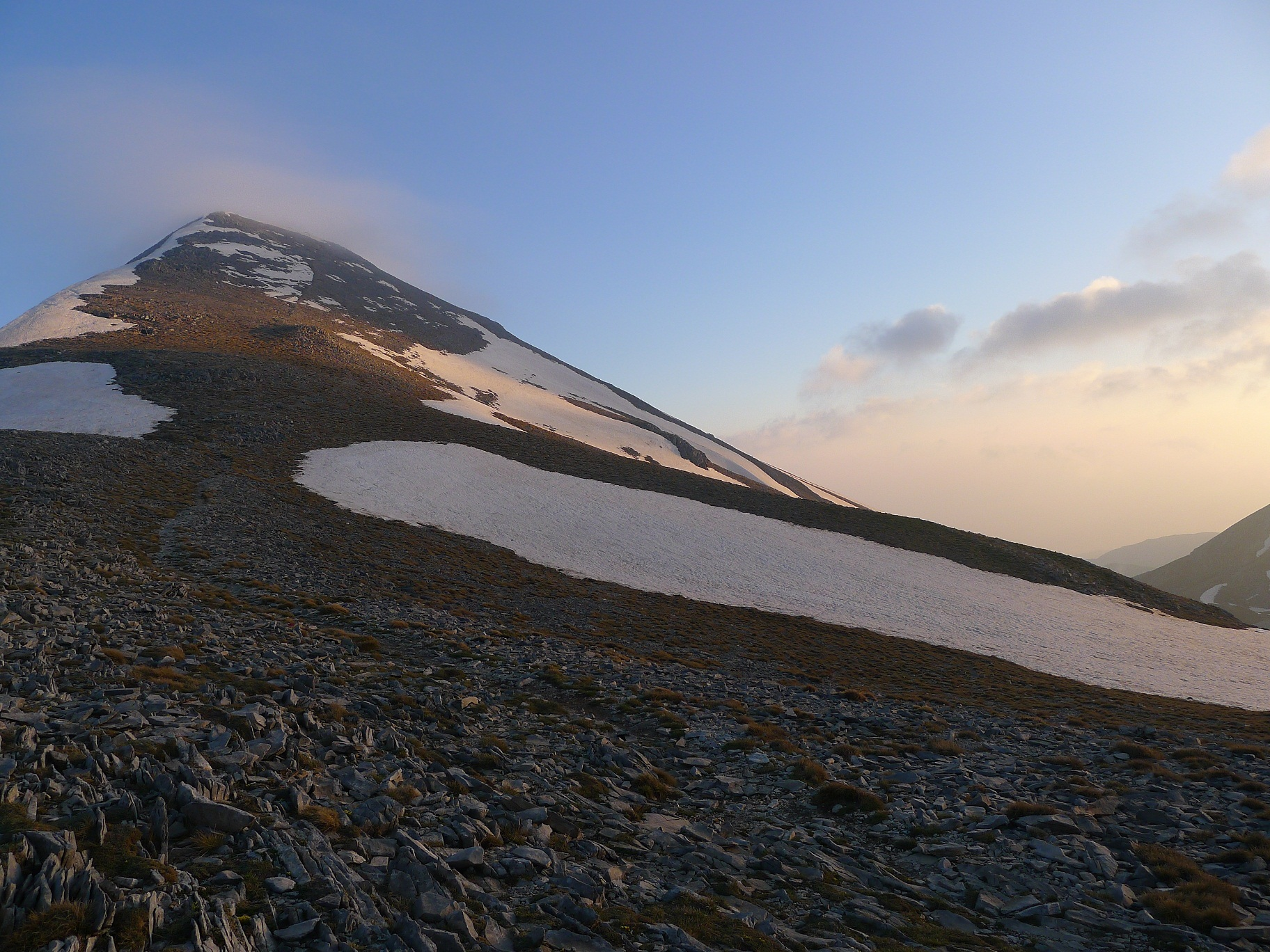
プロフィティス・イリアス。

タイゲトス山脈（タイゲトスさんみゃく、希: Ταΰγετος, 英: Taygetus）は、ギリシャ南部のペロポネソス半島にそびえる山脈である。最高峰はプロフィティス・イリアス（Profitis Ilias）またはプロフェット・エリアス（Prophet Elias）として知られるタイゲトス山である。 この名前はヨーロッパで記録された最も古いものの1つで、ホメロスの叙事詩『オデュッセイア』にエリマントス山とともに、狩猟の女神アルテミスが峰伝いに鹿狩りを楽しむ場所として歌われている。ギリシア神話によるとタイゲトスの名前は巨人アトラースの娘タユゲテに由来する。また最高峰の名前は予言者エリヤのギリシア語形に由来している。山には5つの峰があることからビザンティン時代から19世紀まではペンタダクティロス（Πενταδάκτυλος）の名でも知られていた。

## 地理
山塊の長さは約115km（71マイル）あり、ペロポネソス半島の中心から最南端のマタパン岬まで延びている。最大幅は30km、面積は2,500km2である。最高峰のプロフィティス・イリアスはペロポネソス半島で最も高く、2,404m（7,887フィート）に達する。これはおそらくパウサニアスが言及したタレトン山（Mount Taléton）である。山頂はウルトラ・プロミネント峰である。約60m（200フィート）しかないコリント地峡の上にある。多数の小川が山脈に端を発し、エウロタス川は山脈の北部に源流がある。山塊の西側には、山から冬の雪解け水を運んでカルダミリの町のメッシニアコス湾に注ぐ、ヴィロス渓谷の源流がある。
タイゲトス山脈はアルカディア県、ラコニア県、メッセニア県の県境にあり、ラコニア県の県都スパルティとメッセニア県の県都カラマタの街を見下ろす位置にある。山脈はギリシャ国道82号線と交差しているが、この国道はカラマタとスパルティを結んで北タイゲトスを中央山脈から分離している。またリンドモ渓谷（Rindomo Gorge）は中央山脈とタイゲトス南部を隔てている。マニ半島の背骨を形成する部分はサギアスとも呼ばれ、多くの場合、タイゲトスの一部とは見なされない。山脈の中央部は一般に、村落が早朝と午後遅くにあまり日光を浴びないので「暗い側」を意味する「スコテイニ・プレブラ」と呼ばれる。

## 地質学

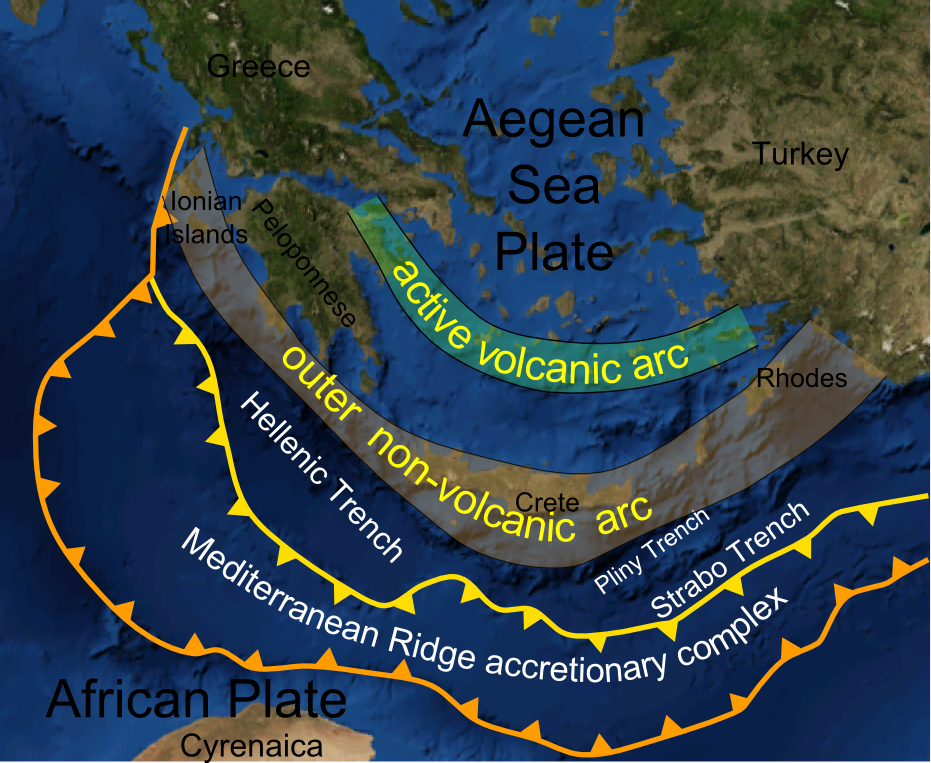
ヘレニック弧、沈み込み帯。矢印はプレートの動きの方角を示す。弧の最南端は北東に移動し、ヘレニックプレートの下に沈み込みむ。プレート自体が南西に伸びて沈み込み帯に入り、断層地塊の地形を生成している。

地中海に面した東西に走る南ヨーロッパの山々は、一般に北向きに移動するアフリカプレートとユーラシアプレートの衝突によって生成されたものである。アフリカプレートの北端が不規則な線で沈み込んでいる部分で未解明の第二の造山運動が起こっている。 イタリアとギリシャの山は北西から南東の方向に走る褶曲した山と断層地塊の山の組み合わせである。
ヘレニック沈み込み帯（Hellenic Subduction）はヘレニック海溝のエーゲ海プレートの下にアフリカプレートの先端を運び、ペロポネソス半島とクレタ島の外縁に弧を描いている。島々とギリシャ南部では、二重の地殻変動のために断層地塊の山造山運動が広がり、エーゲ海プレートは沈み込みによって上昇している。一方、未解明の南北の伸張運動はプレートを引き離して伸張性断層を作り出し、南北方向に走る地塁と地溝、または地溝帯の並列シーケンスを生成している。
タイゲトス山脈はエウロタス地溝帯に隣接する石灰岩の地塁である。その東面の下には伸張方向に垂直に突き当たるスパルタ断層がある。下盤の急斜面はタイゲトスの東側の尾根の根元に見ることができる。それらは、垂れ下がった壁が傾斜の方向に突然滑り、地震を引き起こすことから生じる。単一の地震では1mから12mの崖が生じる。スパルタ断層は衝突でジグザグの形状をし、北緯170°と東経140°の間で変化している。最大滑りは3つの増分で10mから12m。スパルタを襲った紀元前464年の地震は、断層の長さ20kmにわたって3mから4mの滑りが生じた結果である。スリップ率は年間約1mmであり、地震の平均間隔は3000年であることを示唆している。

## 自然

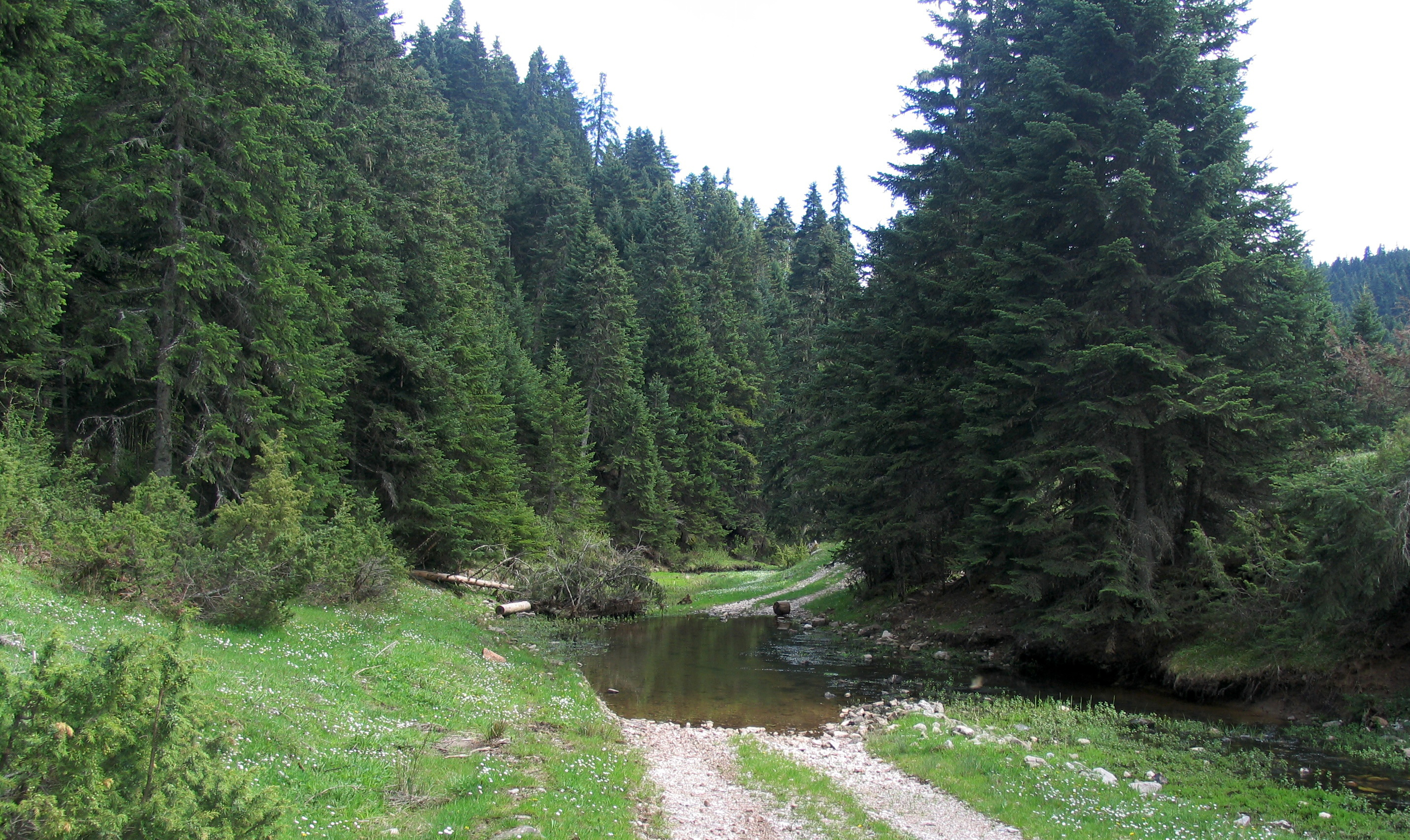
ギリシャモミ、テッサリア。

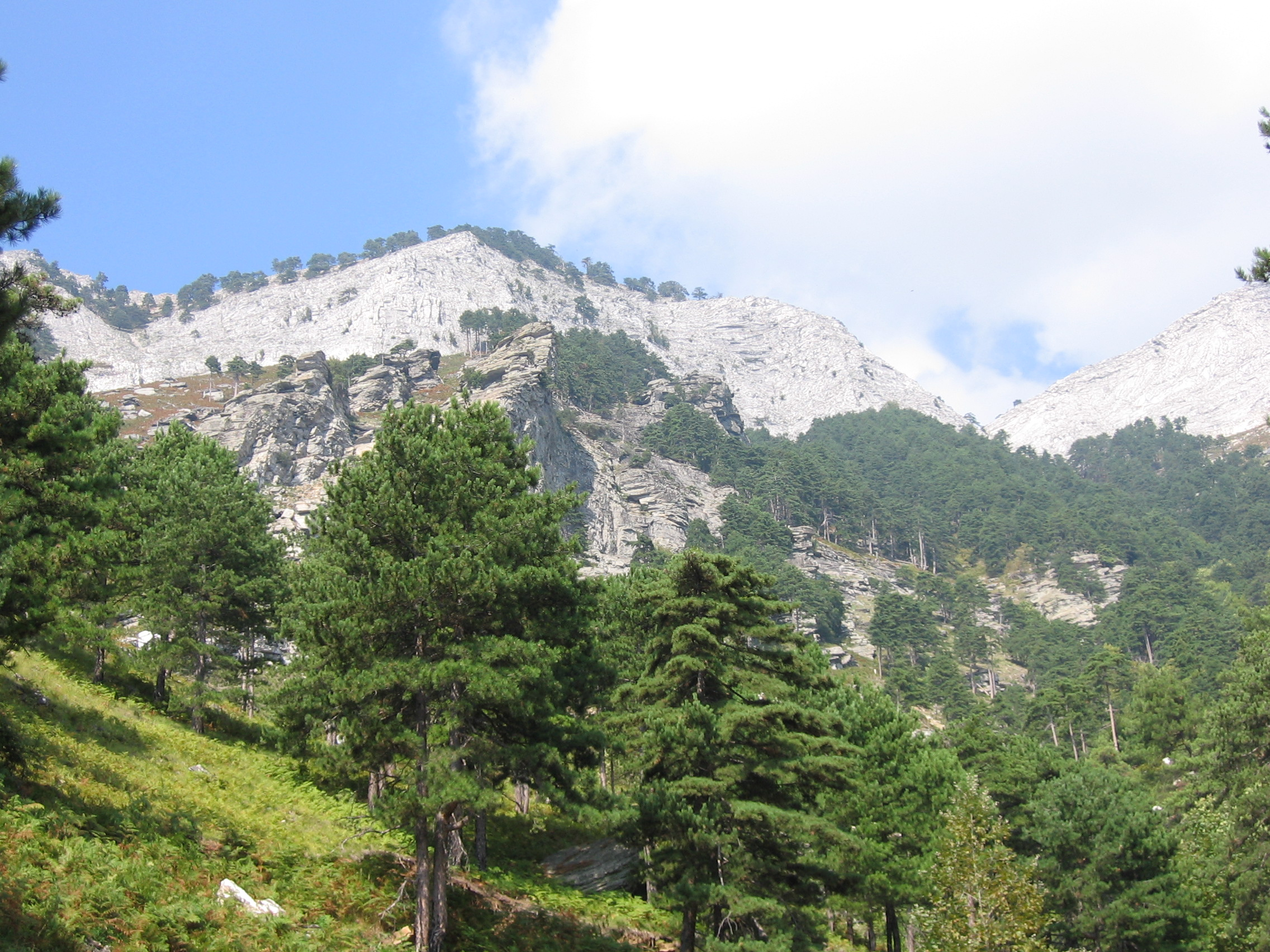
ヨーロッパクロマツ、タソス島。

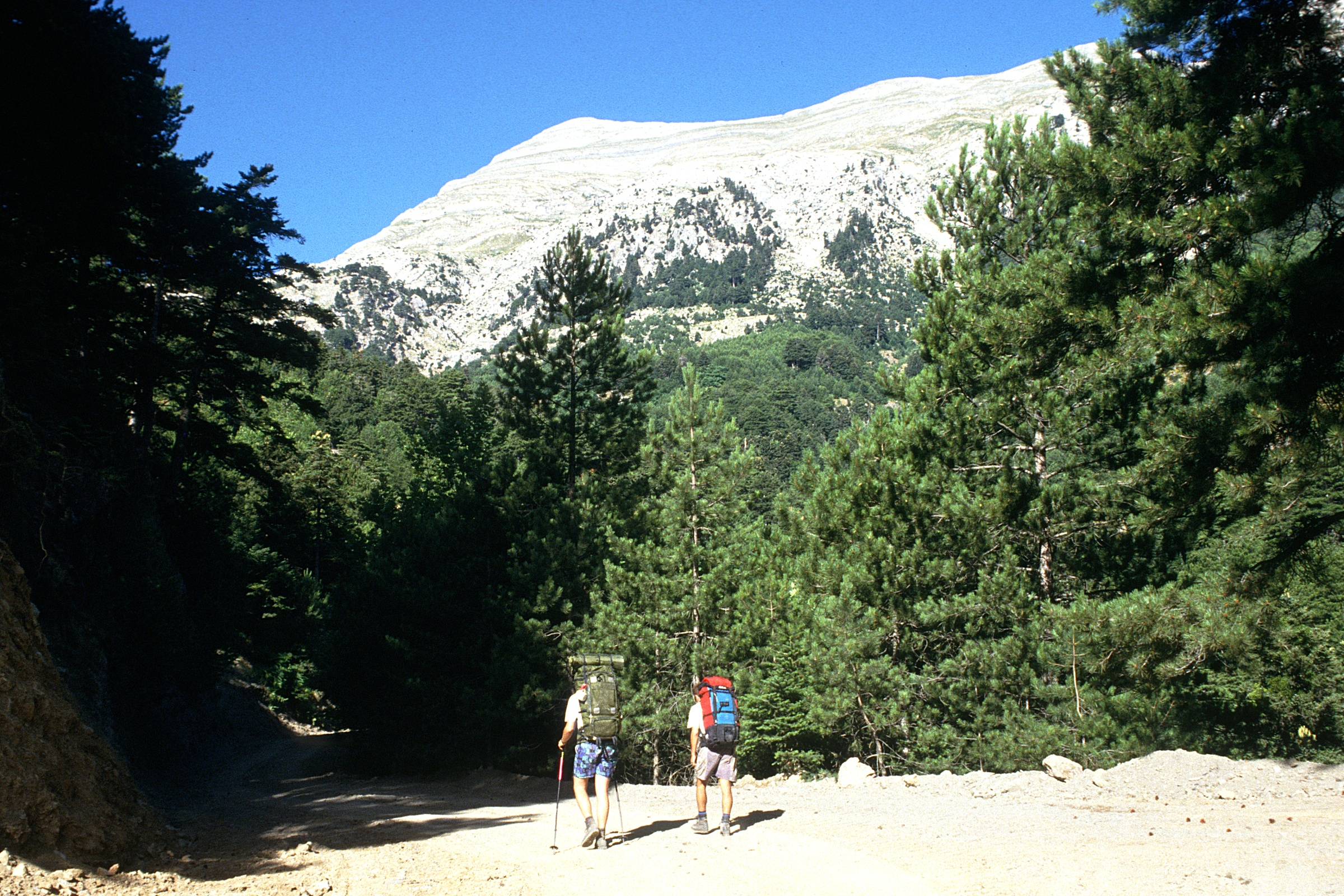
プロフィティス・イリアスを見上げる登山道。

タイゲトス山脈の気候は一般に大陸性であり、冬には大雪が降る。タイゲトス山脈の標高700m-800mから1,700m-1,800mの斜面は主にギリシャモミとヨーロッパクロマツ、スギの深い森林に覆われている。2005年と2007年の壊滅的な山林火災は、中央西部斜面の森林の多くを焼失し、約半分しか残っていない（2007年ギリシャ山林火災）。そこから2,000mまでは亜高山帯が広がっており、そこではほんの数本のトウヒやヨーロッパクロマツの木が生え、地面は多年生植物と小さな低木で覆われている。2,000mを超えると高山地帯であり、樹木はまったくなく、岩と岩の間に多年生植物が生えるのみとなっている。
かつてのタイゲトス山脈は現代よりも多くの哺乳類がいた。パウサニアスは山が野生のヤギとイノシシの狩場となっており、クマとシカも他の場所と比べて多く獲れたと証言している。他にもオオカミやオオヤマネコも棲んでいたことが歴史的に知られている。こんにち、山にはキツネ、ノウサギ、ハリネズミ、フェレット、イイズナ、アナグマなど20種の哺乳類が生息し、山頂付近にはいくつかの希少な鳥類が見られる。
タイゲトス山脈の植物相は非常に豊富で、1,000種以上の植物のうち33種がタイゲトス山脈の固有種であり、約100種がギリシャ固有である。また固有種ではないが、ギリシャやヨーロッパでは非常にまれなアジア起源の種もある。

## 歴史
タイゲトス山脈は少なくともミケーネ時代から人が住んでいた。アルナ村近くのアルキナ（Arkina）遺跡にはまだ調査されていない3つの蜂窩状墳墓（トロス墓）がある。タイゲトス山脈はスパルタにとって重要な天然の要害の一つだった。ヘロドトスによるとタイゲトス山脈はアルゴナウタイの子孫ミニュアス人を称するレムノス人が移住した場所であり、スパルタ人と対立して山中にたてこもったが、テーバイ人のテラスとともにテラ島に移住した。スパルタ人は犯罪者および「不適格」（弱者、病弱者、奇形児、知的障害者）と判断された乳児をケアダス（Keadas）あるいはカイアダス（Kaiadas）として知られるタイゲトスの深い割れ目に投げ入れた。古くは、スパルタの新生児は生命力の検査後に不適合と判断された場合、そこに放棄された。近年、アテネ大学はケアダスが主に犯罪者、裏切り者、捕虜の処刑場であったことを思わせる成人の遺体を発見している。
ラコニア地方の古代都市ブリュセイアイの上にあるタレトン（Taleton）として知られる峰は、太陽神ヘリオスの聖域として馬が犠牲に捧げられた。タレトンはまたゼウスに「捧げられていた」。
バルバロイの侵略の時代に、タイゲトス山脈は先住民の避難所としても機能した。山の斜面野村の多くはこの時代のものである。中世では、急な斜面に建てられたミストラスの城塞と修道院がビザンティン文化の中心となり、モレアス専制公領の首都として機能した。ミストラスは小さな宗教コミュニティによって占有されている。建物は非常によく保存され、この地域の主要な観光名所となっており、1989年にはユネスコの世界遺産に登録されている。

## 宗教

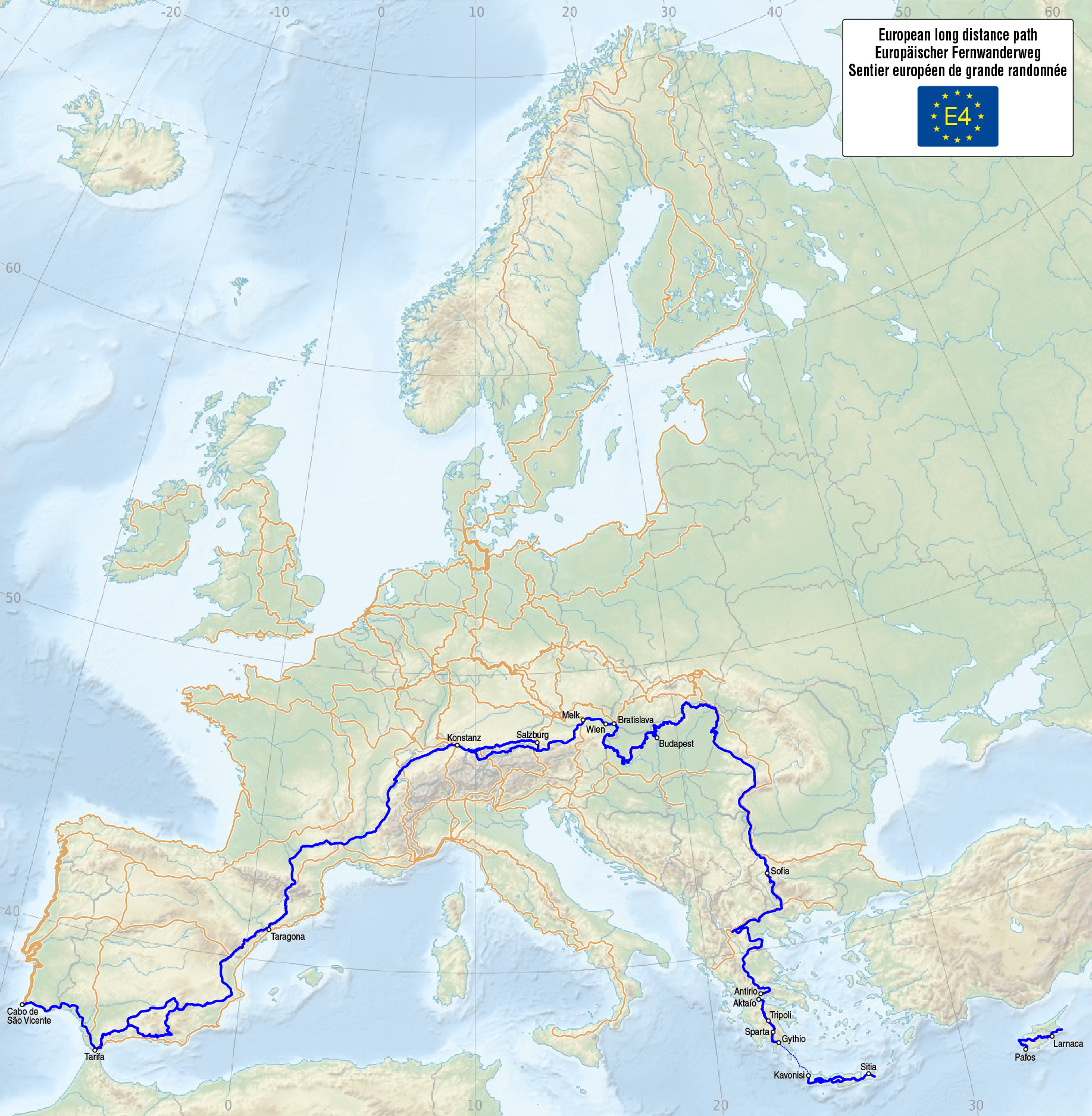
E4 ヨーロッパ長距離ハイキングコース。

今日、山は預言者エリヤと密接に結びついており、毎年7月20日（ギリシャ正教会の預言者エリヤの日）に、峰にある小さな礼拝堂で大規模な祭りが催される。彼は火の戦車に乗って天に昇ったと信じられている。祭りのかがり火はカルダミリの町のどこからでもはっきり見ることができるので、町は山に登らなくても火を見たいと思う人たちが集う場所となっている。

## レクリエーション
この山は人気のハイキングコースであり、ヨーロッパの長距離ウォーキングルートのE4の一部となっている。頂上からの眺めにはエウロタス渓谷のほとんどと東のパルノン山脈が含まれ、西への眺めにはカラマタとメッセニアの東半分が含まれる。アルカディアの南西部のほとんどは頂上から見ることができる。

## ギャラリー

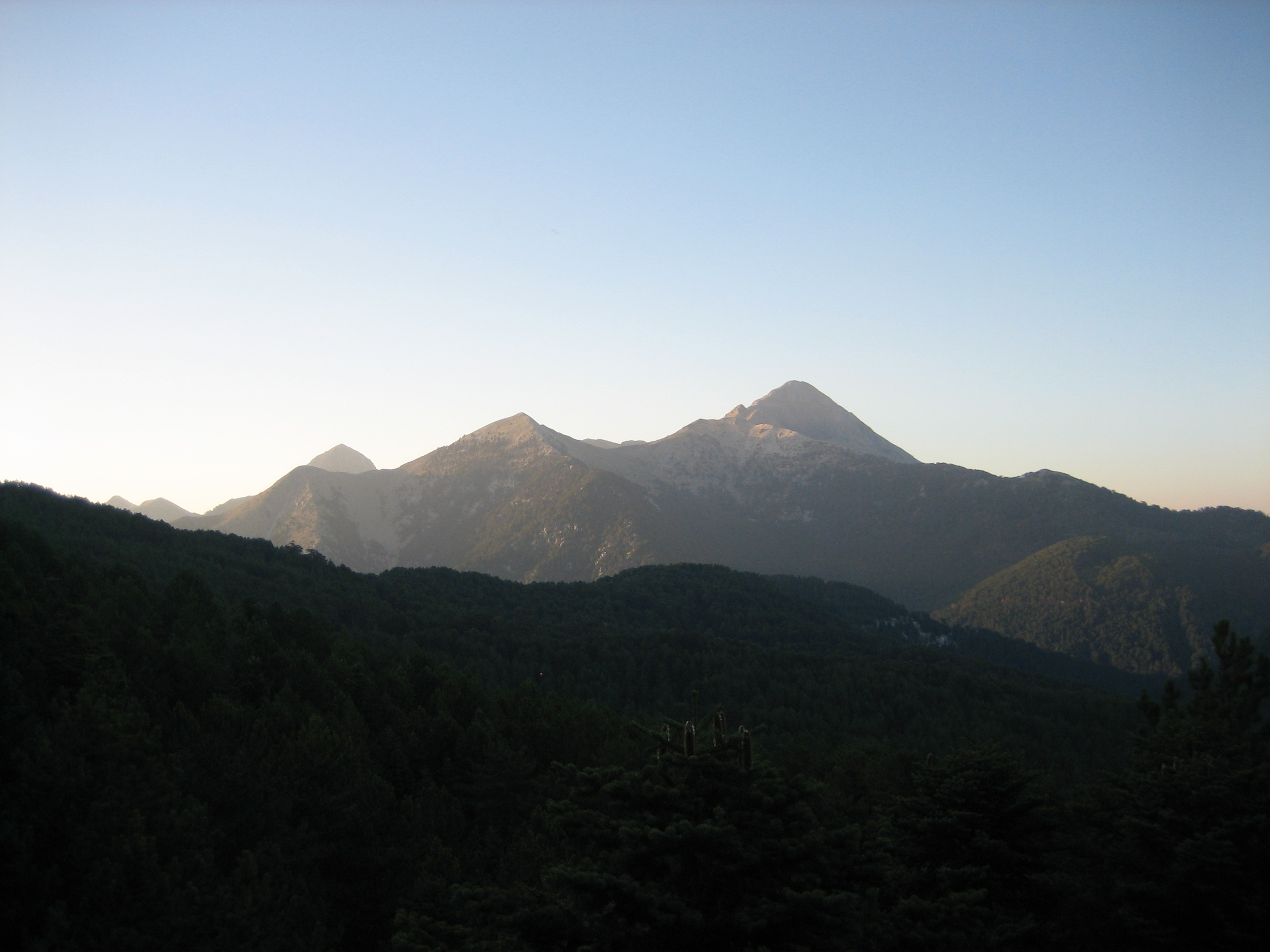
ヴァシリキの森（Vassiliki Forest）から見たタイゲトゥス山脈
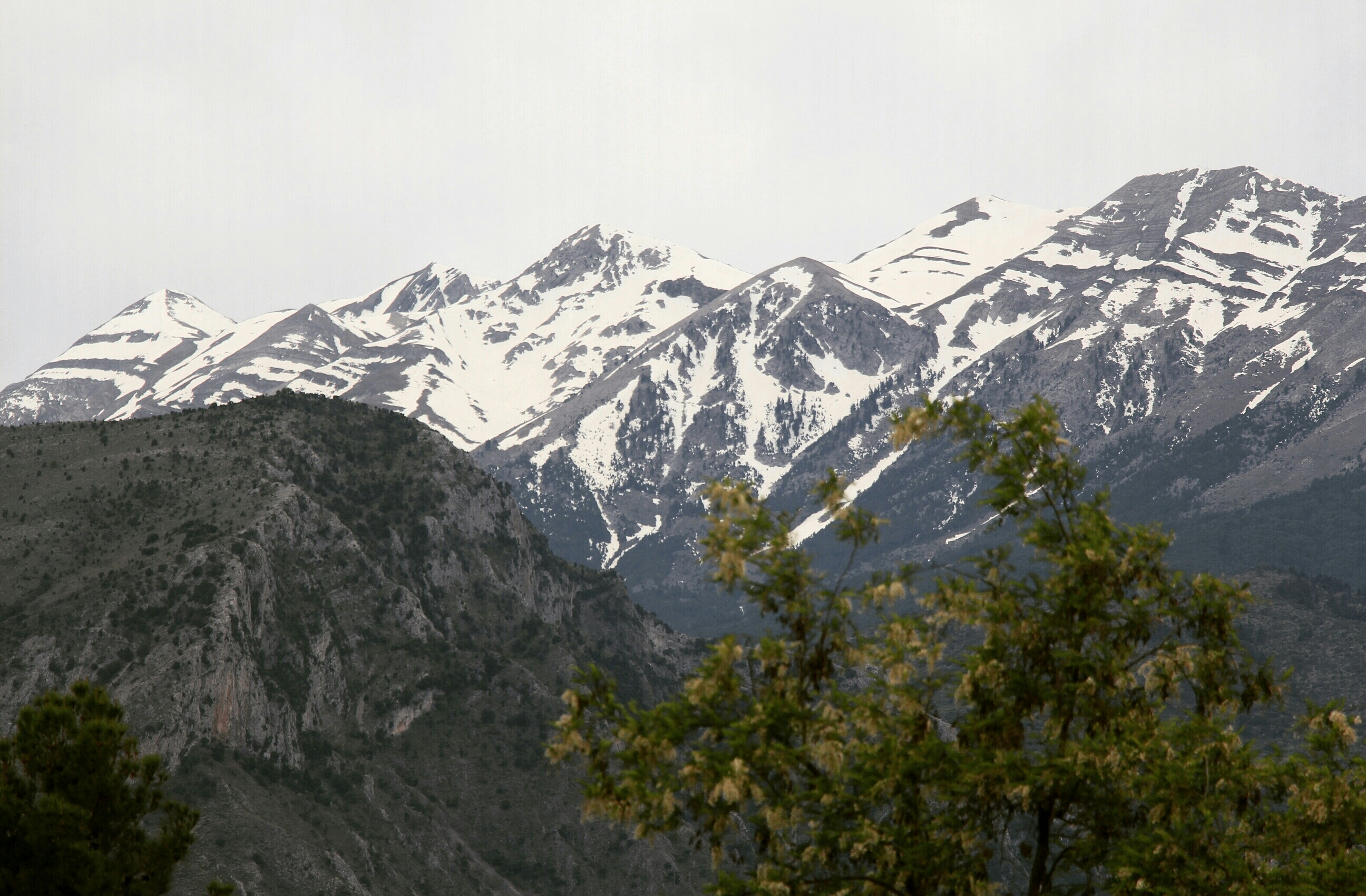
冬のタイゲトス山脈
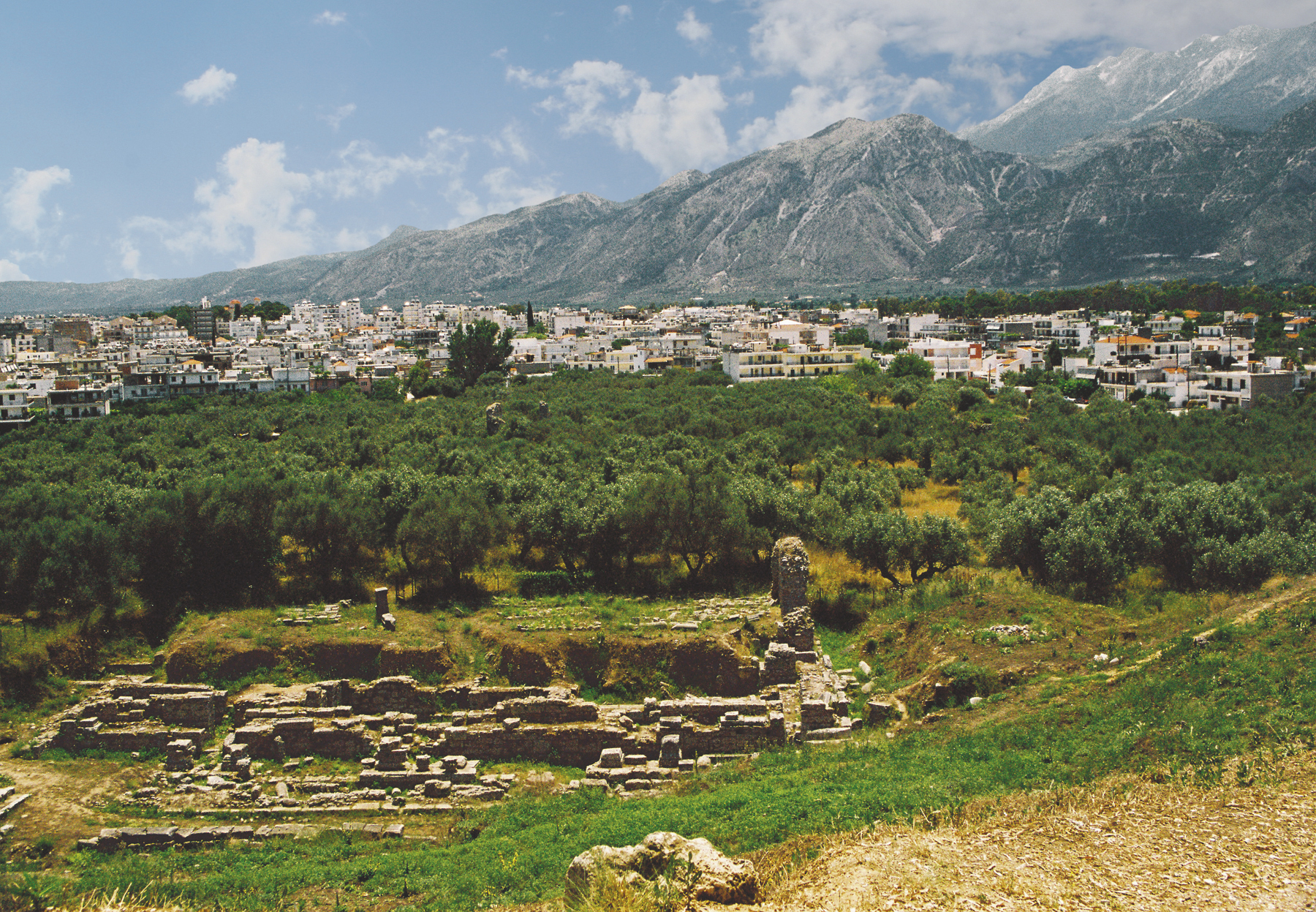
スパルタの遺跡と現在の町、タイゲトス山脈
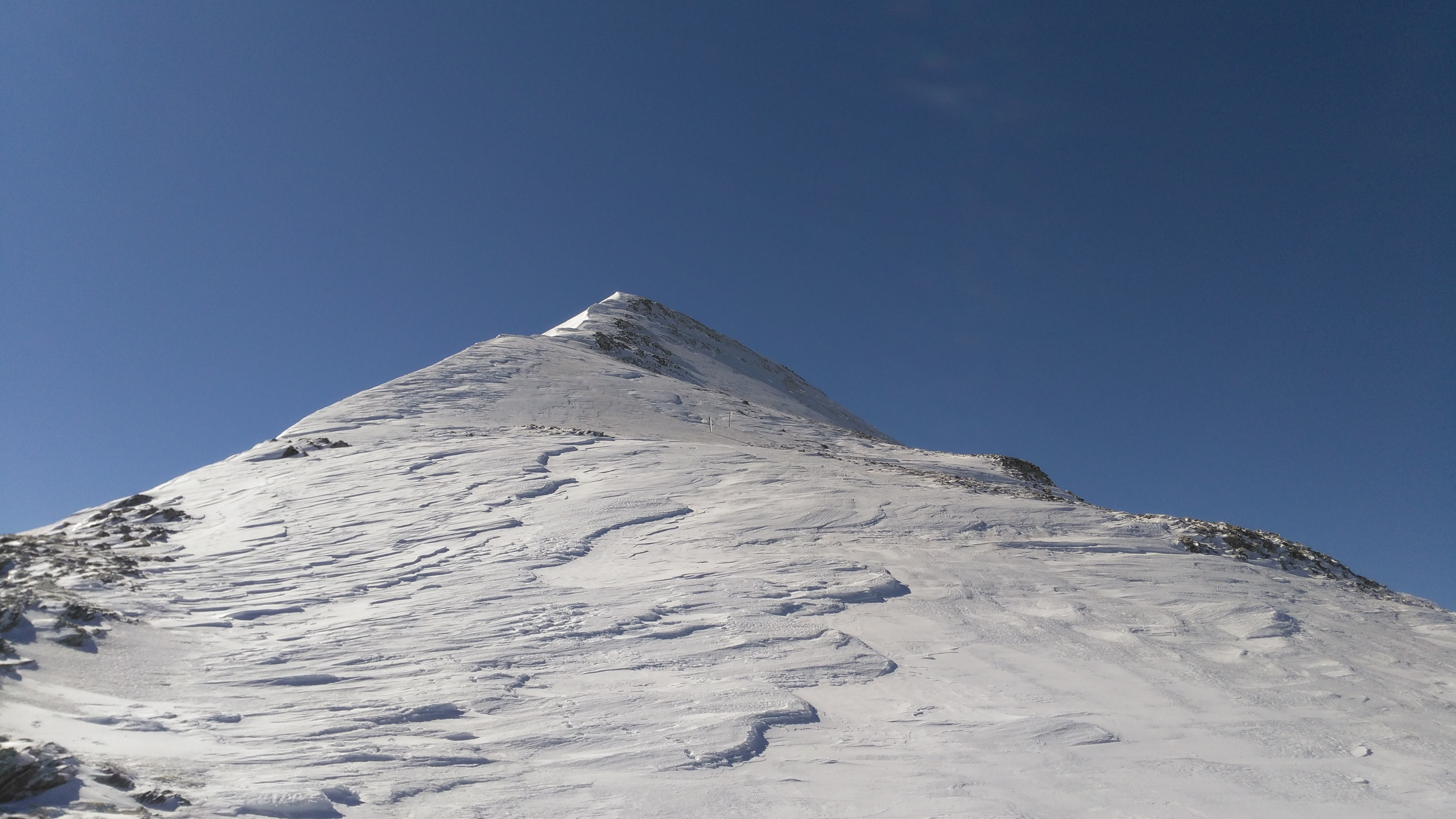
雪に覆われたプロフィティス・イリアス
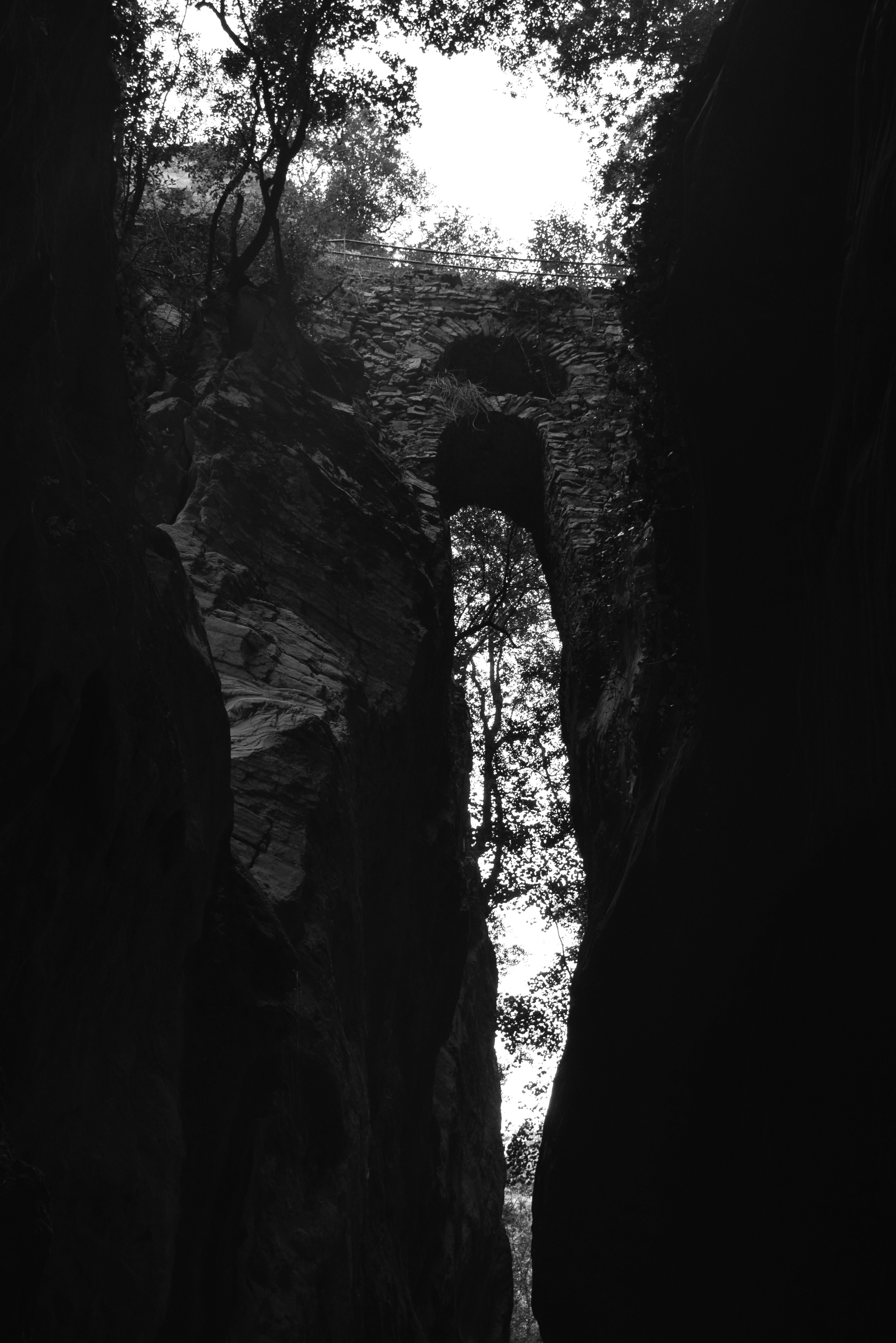
リドモ渓谷に架けられた橋
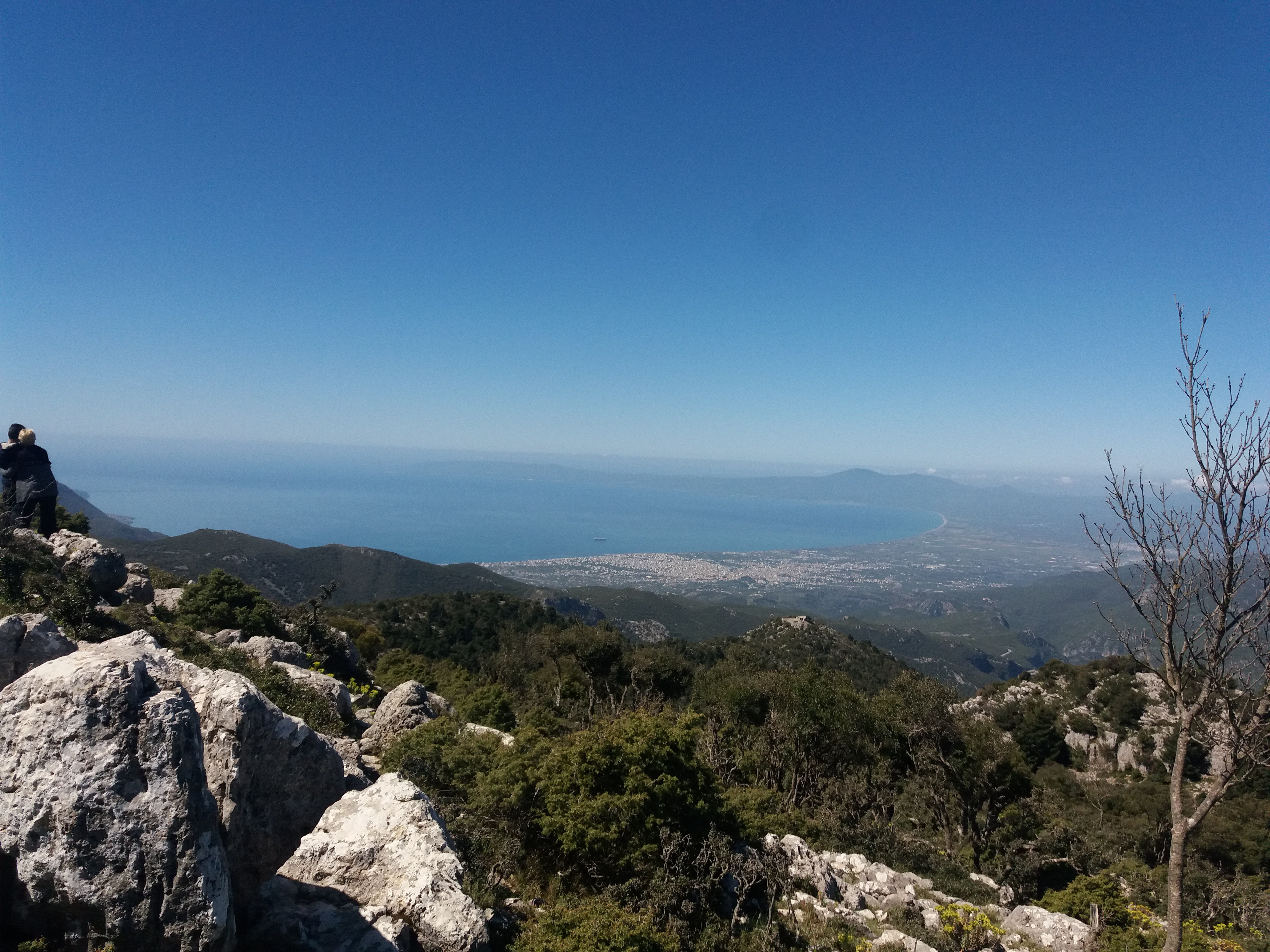
山中のアルテミジア（メッセニア県）から見たカラマタ
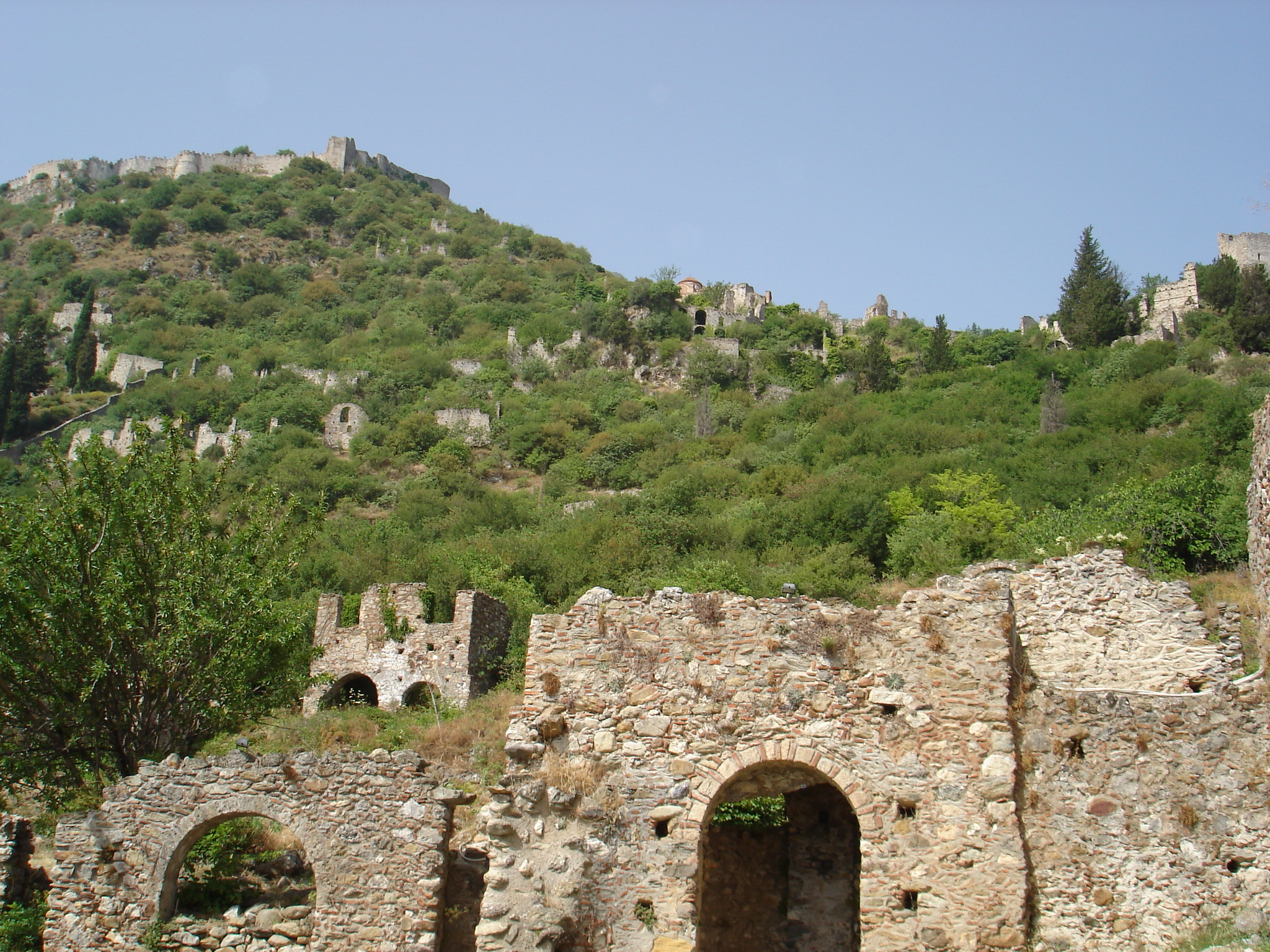
世界遺産ミストラス
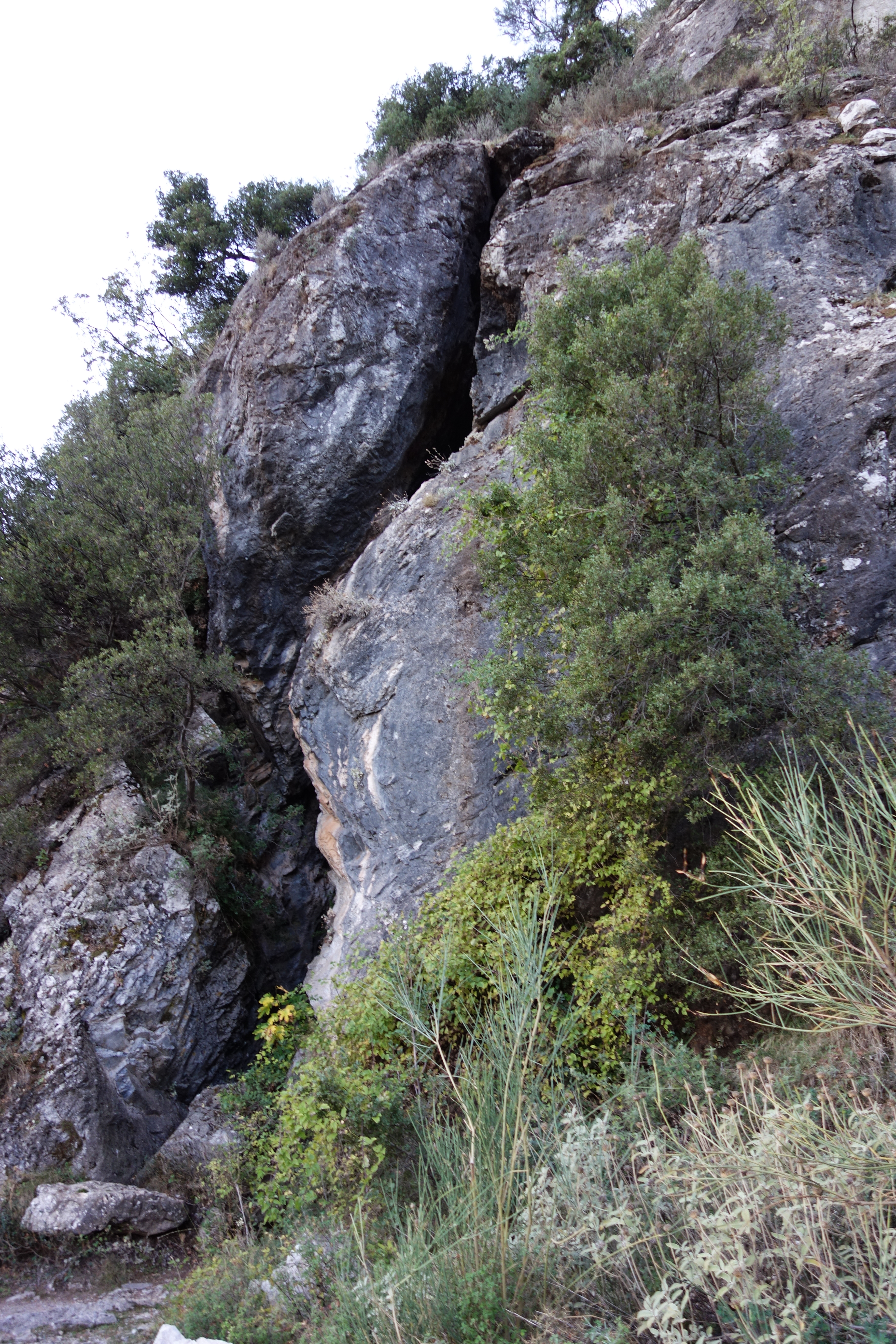
カイアダスの裂け目